# Dean Jagger
Dean Jagger (Columbus Grove, 1903. november 7. – Santa Monica, 1991. február 5.) Oscar- és Daytime Emmy-díjas amerikai színész.

## Élete

### Fiatalkora
Dean Jeffries Jagger Columbus Grove-ban, Ohióban született. Egy farmon nőtt fel, színészkedni szeretett volna, ezért munka közben teheneken gyakorolta a szavalást. Később számos szavalóversenyt nyert. 14 éves korában egy szanatóriumban dolgozott ápolóként.
Többször is otthagyta az iskolát, mielőtt végül a Wabash College-ba került. Ott a Lambda Chi Alpha diákszövetség tagja volt, és focizott. A második évben otthagyta, rájött, hogy nem alkalmas az akadémiai életre.
17 évesen  vidéki általános iskolában tanított, mielőtt Chicagóba költözött. Elias Day-jel a Drámaművészeti Konzervatóriumban tanult, és rajta keresztül munkát kapott a Chautauqua csoportnál.

### Pályafutása
Jagger Los Angelesbe utazott egy vaudeville-előadás keretében Irene Rich színésznővel. Ekkor debütált  a filmvásznon a Pokol leánya (1929) című filmben Mary Astor oldalán. Ezt követte a Handcuffed (1929) című film.
Jagger úgy döntött, hogy filmgyártásba kezd, és segített pénzt gyűjteni egy olyan játékfilm elkészítéséhez, amely végül soha nem került bemutatásra. Ekkor visszatért New Yorkba.
Jagger karrierjének nagy áttörése akkor jött el, amikor 1933-ban főszerepet kapott a Tobacco Road című színdarabban. A darab hatalmas sikert aratott, és 1941-ig futott, bár Jagger 1934-ben elhagyta a műsort, hogy szerepeljen a They Shall Not Die című darabba, amely mindössze 62 előadást ért meg.
1934 áprilisában Jagger szerződést írt alá a Paramount Picturesnél, melynek keretében elkészítette a You Belong to Me (1934) című filmet Lee Tracy-vel, majd a College Rhythm (1934) címűt Jack Oakie-val. Számtalan mellékszerep után a Paramount főszerepet adott neki egy B kategóri1s westernben, a Wanderer of the Wasteland (1935) című filmben. Ez után ismét mellékszerepeket játszott az It's a Great Life (1935), a Woman Trap (1936) és a A felhők kalózai (1936) című filmekben.
Victor Halperin kölcsönkérte őt a Revolt of the Zombies (1936) című film főszerepére. A 20th Century Foxnál dolgozott a Pepper (1936) és a Star for a Night (1936) című filmekben, majd az MGM-nél az Under the Night Cover (1937) című filmben.

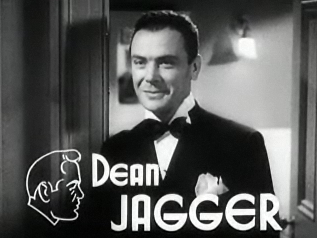
A Dangerous Number (1937) című film előzetesében

Jagger szerepet kapott a  Columbia Picturesnél a Woman in Distress (1937) című filmben, az MGM-nél pedig a Dangerous Number (1937) és a Song of the City (1937) című filmekben szerepelt.
1938-ban visszatért a Broadwayre, hogy főszerepet játsszon a Missouri Legend című drámában, amely 48 előadást ért meg.
Jagger áttörést ért el a mormon vezető, Brigham Young megformálásával a Brigham Young (1940) című filmben a 20th Century Foxnál, Tyrone Power oldalán, Henry Hathaway rendezésében. A szerepre a Missouri Legend című darabban nyújtott alakítása alapján került sor. George D. Pyper, a film technikai tanácsadója szerint, aki személyesen ismerte Brigham Youngot, Jagger nemcsak hasonlított Youngra, de úgy is beszélt, mint ő, és sok modorosságát is megjelenítette.
1950-ben Jagger a Szárnyaló bátorság című filmben nyújtott alakításáért Oscar-díjat kapott a legjobb férfi mellékszereplő kategóriában. A filmben a második világháborús veteránt, középkorú segédtisztet, Harvey Stovall őrnagyot alakította, aki Savage tábornok (Gregory Peck) tanácsadójaként tevékenykedik.
Jagger azonban továbbra is mellékszerepeket jatszott, szerepelt a Sierra (1950) című filmben Audie Murphy oldalán, a Dark City (1950) című filmben Hal Wallis, a Rawhide (1951) című filmben, valamint a Warpath (1951) című filmben Edmond O'Brien oldalán, Byron Haskin rendezésében.
Jagger főszerepet játszott a Paramount Studioban készült, erősen antikommunista filmben, a My Son John (1952) című filmben. 
Szerepelt a bibliai eposzban, A palást (1953) című filmben, a kánai Justus takács szerepében.
A Fehér karácsony (1954) című musicalben Tom Waverly nyugalmazott vezérőrnagyot alakította, akit Bob Wallace (Bing Crosby) és Phil Davis (Danny Kaye) is kitüntetett, valamint egy impotens helyi seriffet a modern westernben, a Rossz nap Black Rocknál (1955), Spencer Tracy főszereplésével az MGM-nél.
Az 1956-os brit sci-fi, az X the Unknown című filmben Jagger nem volt hajlandó együttműködni Joseph Losey rendezővel, mert Losey szerepelt a hollywoodi feketelistán. Losey néhány nap forgatás után kiszállt a projektből, és Leslie Norman váltotta. Egy másik pletyka szerint Losey-t betegség miatt váltották. A költségvetés fele, 30 000 dollár, Jagger honoráriumára ment el.
Jagger Elvis Presley karakterének apját is megformálta az 1958-as, Curtiz által rendezett King Creole című filmben.
Jagger szerepelt az Egy apáca története (1959) című filmben, ahol Audrey Hepburn karakterének apját alakította, a Cash McCall (1960) című filmben, és az Elmer Gantry című filmdrámában.
Az 1960-as években Jagger egyre gyakrabban dolgozott televízióban, olyan filmekben és sorozatokban szerepelt, mint az Alkonyzóna, Dr. Kildare, vagy The Alfred Hitchcock Hour.

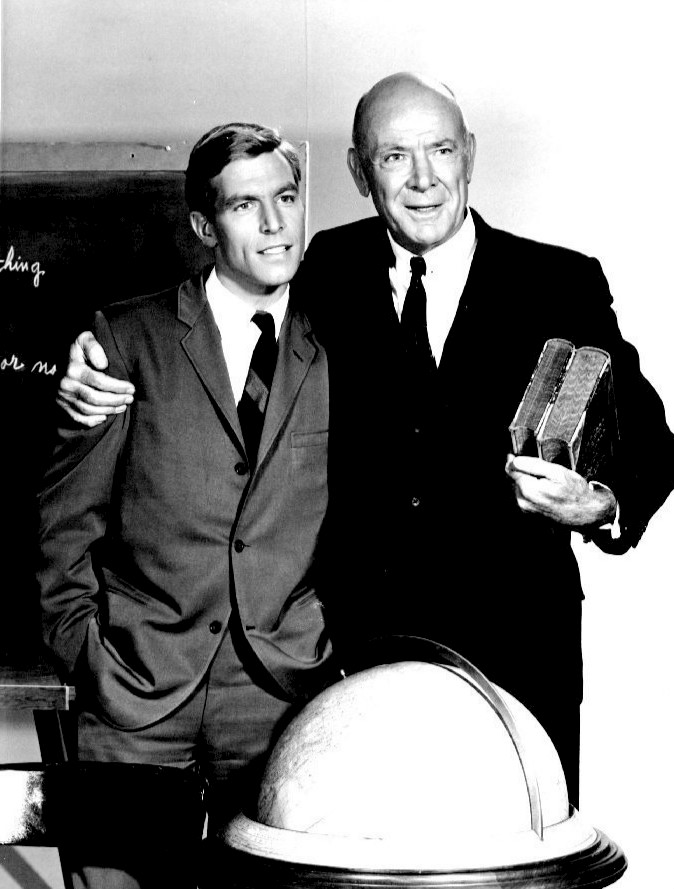
James Franciscus és Jagger a Mr. Novak című televíziós sorozatban

Jagger sikert aratott a Mr. Novak (1963–1965) című televíziós sorozattal, 1964-ben és 1965-ben Emmy-díjra jelölték szerepéért. Jagger hivatalosan 1964 decemberében hagyta el a sorozatot egy gyomorfekély miatt.

### Későbbi évei
Jagger még számtalan filmben és sorozatban szerepelt a 70-es évek után.
1980-ban vendégszerepléséért Daytime Emmy-díjat nyert a The Fisher Family című vallásos sorozatban.
Utolsó szerepe Dr. David Domedion volt az Egy kórház magánélete című sorozat harmadik évadának fináléjában 1985-ben.
Dean Jagger csillagot kapott a hollywoodi Hírességek Sétányán a Vine Street 1523. szám alatt a filmművészethez való hozzájárulásáért.

### Magánélete és halála
Amikor Jagger 1947-ben megpróbálta feleségül venni második feleségét, Gloria Linget, Kaliforniában megtagadták a házassági engedélyt egy olyan állami törvény miatt, amely „tiltja a kaukázusiak és a mongolok közötti házasságot” (Ling apja Kínában született). Két napon belül a pár Albuquerque-be, Új-Mexikóba repült, és „Új-Mexikó liberálisabb törvényei” értelmében összeházasodtak.
Később Jagger szívbetegségben szenvedett. 1991-ben álmában halt meg a kaliforniai Santa Monicában. 87 éves volt. Harmadik felesége, Etta, egy lánya és két mostohafia gyászolta.

## Filmjei
| - Pokol leánya (1929) - Jim Coakley - Handcuffed (1929) as Gerald Morely - Mégis te leszel a párom (1930) - Helyettes - You Belong to Me (1934) - Military School Instructor - College Rhythm (1934) - Robbins edző - Megtagadott asszony (1934) - Pete - Home on the Range (1935) - Thurman - Wings in the Dark (1935) - Top Harmon - Car 99 (1935) - Trooper Jim Burton - People Will Talk (1935) - Bill Trask - Men Without Names (1935) - Jones - Wanderer of the Wasteland (1935) - Adam Larey - It's a Great Life (1935) - Arnold - Woman Trap (1936) - 'Honey' Hogan - A felhők kalózai (1936) - Hap Waller - Revolt of the Zombies (1936) - Armand Louque - Pepper (1936) - Bob O'Ryan - Star for a Night (1936) - Fritz Lind - Under Cover of Night (1937) - Alan Shaw - Woman in Distress (1937) - Fred Stevens - Dangerous Number (1937) - Vance Dillman - Song of the City (1937) - Paul Herrick - Escape by Night (1937) - James 'Capper' Regan - Exiled to Shanghai (1937) - Charlie Sears - Having Wonderful Time (1938) - Charlie - Emma férje - Brigham Young (1940) - Brigham Young - Western Union (1941) - Edward Creighton - Egy ballerina szerelmei (1941) - David Gibson - Valley of the Sun (1942) - Jim Sawyer - The Omaha Trail (1942) - 'Pipestone' Ross - I Escaped from the Gestapo (1943) - Torgut Lane - Észak csillaga (1943) - Rodion Pavlov - When Strangers Marry (1944) - Paul Baxter - Alaska (1944) - U.S. Marshal John Masters - I Live in Grosvenor Square (1945) - John Patterson örmester - Sister Kenny (1946) - Kevin Connors - Az üldözött (1947) - Grant Callum - Driftwood (1947) - Dr. Steve Webster - C-Man (1949) - Cliff Holden / William Harrah - Szárnyaló bátorság (1949) - Stovall őrnagy - Sierra (1950) - Jeff Hassard - Dark City (1950) - Garvey kapitány - Rawhide (1951) - Yancy - Warpath (1951) - Sam Quade - My Son John (1952) - Dan Jefferson - Denver and Rio Grande (1952) - William J. Palmer tábornok - It Grows on Trees (1952) - Phil Baxter - A palást (1953) - Justus | - Vezetői lakosztály (1954) - Jesse Q. Grimm - Private Hell 36 (1954) - Michaels kapitány - Fehér karácsony (1954) - Thomas F. Waverly - Rossz nap Black Rocknál (1955) - Tim Horn - The Eternal Sea (1955) - Thomas L. Semple - It's a Dog's Life (1955) - Mr. Wyndham - Red Sundown (1956) - Sheriff Jade Murphy - On the Threshold of Space (1956) - Dr. Hugo Thornton - X the Unknown (1956) - Dr. Adam Royston - Three Brave Men (1956) - John W. Rogers - The Great Man (1956) - Philip Carleton - Bernardine (1957) - J. Fullerton Weldy - Negyven fegyver (1957) - Sheriff Ned Logan - The Proud Rebel (1958) - Harry Burleigh - King Creole (1958) - Mr. Fisher - Egy apáca története (1959) - Dr. Van Der Mal - The House on K-Street (1959 tévéfilm) - Dr. Morgan Jarrett - Cash McCall (1960) - Grant Austen - Elmer Gantry (1960) - William L. Morgan - Alkonyzóna (1961) - Ed Lindsay - Parrish (1961) - Sala Post - A nászutasgép (1961) - Fitch admirális - Jumbo (1962) - John Noble - The Alfred Hitchcock Hour (1963) - George Davies - The Fugitive (1966) - Tony Donovan - First to Fight (1967) - E.J. Baseman alezredes - Tűzpatak (1968) - Whittier - Day of the Evil Gun (1968) - Jimmy Noble - Smith! (1969) - Judge James C. Brown bíró - The Lonely Profession (1969 tévéfilm) - Charles Van Cleve - Tiger by the Tail (1970) - Top Polk - Levél a Kremlbe (1970) - Highwayman - The Brotherhood of the Bell (1970 tévéfilm) - Chad Harmon - Száguldás a semmibe (1971) - Prospector - Incident in San Francisco (1971 tévéfilm) - Sam Baldwin - Üvegház (1972 tévéfilm) - Warden Auerbach - Az idegen (1973 tévéfilm) - Carl Webster - The Lie (1973 tévéfilm) - Arnold Edgarton - So Sad About Gloria (1973) - Frederick Wellman - I Heard the Owl Call My Name (1973 tévéfilm) - Bishop - The Hanged Man (1974 tévéfilm) - Josiah Lowe - The Great Lester Boggs (1974) - Grandfather Vandiver - A Lindbergh-bébi (1976 tévéfilm) - Koehler - Evil Town (1977) - Dr. Schaeffer - End of the World (1977) - Ray Collins - Halálos játszma (1978) - Dr. Land - Gideon trombitája (1980 tévéfilm) - Sixth Supreme Court Justice - Alligator (1980) - Slade |

## További információ
- Dean Jagger a PORT.hu-n (magyarul)
- Dean Jagger az Internet Movie Database-ben (angolul)

## Fordítás
- Ez a szócikk részben vagy egészben  a   Dean Jagger című angol Wikipédia-szócikk fordításán alapul.  Az eredeti cikk szerkesztőit annak laptörténete sorolja fel. Ez a jelzés csupán a megfogalmazás eredetét és a szerzői jogokat jelzi, nem szolgál a cikkben szereplő információk forrásmegjelöléseként.